# Andrzej Łubieński
Andrzej Łubieński herbu Pomian (zm. w 1730 roku) – scholastyk krakowskiej kapituły katedralnej w latach 1722–1730, scholastyk wiślickiej kapituły kolegiackiej do 1713 roku.
Syn Macieja, starosty wągczowskiego i Radolińskiej.